# 프란체스코, 신의 어릿광대
《프란체스코, 신의 어릿광대》(Francesco, Giullare Di Dio, Francis, God's Jester)는 미국에서 제작된 로베르토 로셀리니 감독의 1950년 영화이다. 알도 파브리지 등이 주연으로 출연하였고, 안젤로 리졸리 등이 제작에 참여하였다.

## 출연
- 알도 파브리지

## 기타
- 협력프로듀서: 쥬세페 아마토